# Burkersdorf (Saalfeld)
Burkersdorf ist eine Ortslage im Ortsteil Saalfelder Höhe der Stadt Saalfeld/Saale im Landkreis Saalfeld-Rudolstadt in Thüringen.

## Geographie
Der Ort liegt am Nordrand des Thüringer Schiefergebirges. Am Nordhang des Keilberges, der mit 678 m ü. NN die höchste Erhebung des ehemaligen Kreises Rudolstadt ist, und des Ritzberges mit 668 m ü. NN liegt der Ort auf der rechten Schwarzahöhe. Der Ort selbst liegt auf 620 m ü. NN und erstreckt sich in Ost-West-Richtung in einer Länge von ca. 250 Metern in Richtung Schwarzatal. Er ist ein ausgesprochenes Angerdorf und zählt 159 Einwohner bei einer Gesamtfläche von 375 Hektar, wovon die landwirtschaftliche Nutzfläche von der Landwirtschaftlichen Erzeugergenossenschaft Dittrichshütte bewirtschaftet wird.

## Geschichte
In einer Urkunde vom 19. November 1370 wird der Ort erstmals mit dem Namen Burkirsdorf und Burghardtsdorf erwähnt. Als Gründer wird ein Burghart vermutet. Im Jahr 1371 wurde der Ort Borckersdorf genannt und 1465 Burskersdorf. Dabei ist anzunehmen, dass der Ort sich bereits vor 1370 entwickelt hat, worüber allerdings keine Aufzeichnungen vorhanden sind. Bis 1918 gehörte der Ort zur Oberherrschaft des Fürstentums Schwarzburg-Rudolstadt und war auch später noch postalisch über Rudolstadt zu erreichen.
Von 1994 bis 1996 gehörte die einst selbständige Gemeinde der Verwaltungsgemeinschaft Saalfelder Höhe an. Diese wurde am 1. Januar 1997 in die Einheitsgemeinde Saalfelder Höhe umgewandelt. Diese wurde am 6. Juli 2018 nach Saalfeld eingemeindet.